# Eberlsee
Eberlsee är en sjö i Österrike.   Den ligger i förbundslandet Steiermark, i den centrala delen av landet, 160 km sydväst om huvudstaden Wien. Eberlsee ligger 1 794 meter över havet.
I omgivningarna runt Eberlsee växer i huvudsak blandskog. Runt Eberlsee är det ganska glesbefolkat, med 48 invånare per kvadratkilometer.